# Igor Maslennikov
Pour les articles homonymes, voir Maslennikov.
Igor Fiodorovitch Maslennikov (en russe : И́горь Фёдорович Ма́сленников), né le 26 octobre 1931 à Nijni Novgorod (RSFS de Russie, URSS) et mort le 17 septembre 2022 à Saint Petersbourg (Russie), est un réalisateur et scénariste soviétique puis russe.

## Biographie
Igor Maslennikov naît à Nijni Novgorod en 1931. En 1954, il intègre le département de journalisme de l'université de Leningrad et travaille en tant que rédacteur et cadreur à la télévision de Leningrad. En 1965, il obtient une haute fonction au sein de Lenfilm, et deviendra par la suite directeur de ce studio. Il commence sa carrière dans le cinéma à la fin des années 1960.
Il rencontre un très grand succès de 1979 à 1986 en tant que réalisateur d'une série de films adaptés des aventures de Sherlock Holmes (incarné par Vassili Livanov) et du docteur Watson (incarné par Vitali Solomine) écrites par Arthur Conan Doyle.
Artiste du Peuple de RSFS de Russie en 1987, Igor Maslennikov reçoit le prix d'État de la fédération de Russie en 2001, l'ordre de l'Honneur en 2004 et l'ordre du Mérite pour la Patrie en 2012.

## Filmographie sélective
- 1967 : La Vie privée de Valentin Kouziaïev (Личная жизнь Кузяева Валентина)
- 1969 : Demain, le 3 avril (ru) (Завтра, третьего апреля…)
- 1972 : Pilotes de courses (Гонщики)
- 1974 : Sous le ciel de pierre (ru) (Под каменным небом), coréalisé avec Knut Andersen (no)
- 1976 : Romance sentimentale (Сентиментальный роман)
- 1978 : Yaroslavna, Reine de France (Ярославна, королева Франции)
- 1979 : Sherlock Holmes et le Docteur Watson (Шерлок Холмс и доктор Ватсон)
- 1980 : Les Aventures de Sherlock Holmes et du docteur Watson (Приключения Шерлока Холмса и доктора Ватсона)
- 1981 : Le Chien des Baskerville (Приключения Шерлока Холмса и доктора Ватсона: Собака Баскервилей)
- 1982 : La Dame de pique (Пиковая дама)
- 1983 : Les Trésors d'Agra (Приключения Шерлока Холмса и доктора Ватсона: Сокровища Агры)
- 1985 : La Cerise d’hiver (Зимняя вишня)
- 1986 : Le XXe siècle commence (Двадцатый век начинается)
- 1989 : Philipp Traum (ru) (Филипп Траум)
- 1990 : La Cerise d’hiver 2 (ru) (Зимняя вишня 2)
- 1992 : Tma
- 1995 : La Cerise d’hiver 3 (ru) (Зимняя вишня 3)
- 2003 : Lettres à Elsa (ru) (Письма к Эльзе)
- 2006 : L'Argent russe (ru) d'après la pièce d'Ostrovski Loups et Brebis
- 2008 : Les pots-de-vin sont lisses (Взятки гладки)
- 2009 : La Banqueroute (ru) (Банкрот)